# Tilleul de justice

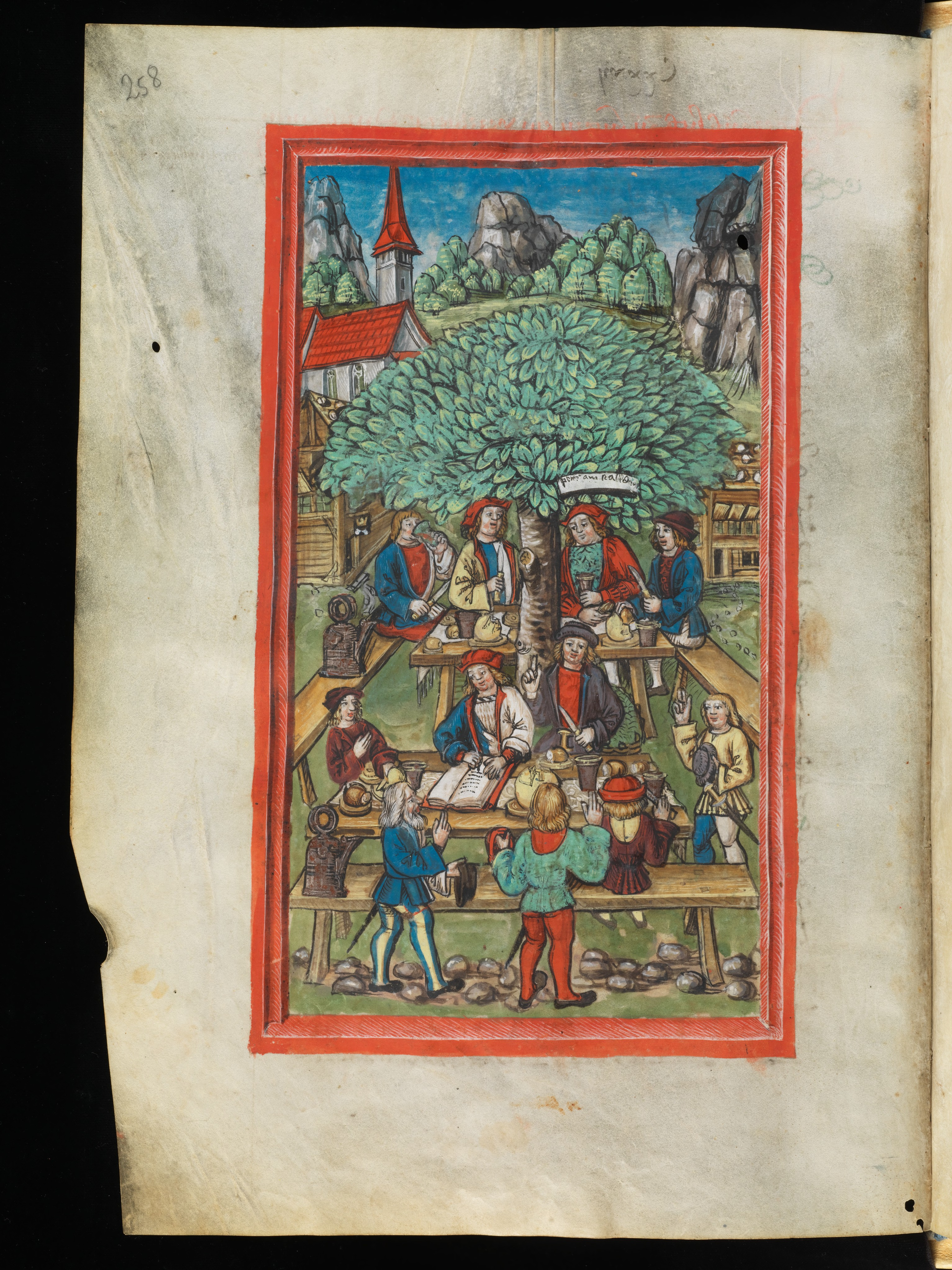
Commerce d'Amstalden : sous le tilleul du village de Schüpfheim, Peter Amstalden, gouverneur et aubergiste, festoie avec ses compagnons et raconte ses projets séditieux contre la ville de Lucerne. Au premier plan, l'officier municipal note les déclarations de quelques éclaireurs (1478). Par Diebold Schilling le Jeune.

Le tilleul de justice (allemand : Gerichtslinde) fait partie des arbres de justice (de) ; c'était le lieu historique où se rendait la justice. Les tilleuls de justice sont de très vieux arbres qui se trouvent isolés à proximité d'un village ou qui forment eux-mêmes l'ancien centre du village. C'est sous ces arbres que se tenait, au Moyen Âge et jusqu'au début des temps modernes, le tribunal du village (de) ou l'assemblée du conseil, appelée thing (ou Dingtag (de)), en plein air.

« Au Moyen-Âge, le tribunal se tenait souvent à l'abri d'un arbre, car il était obligatoire de rendre la justice en plein air... Les arbres isolés ou les groupes d'arbres plantés pour protéger les lieux de justice étaient, selon leur fréquence, des tilleuls, des ormes, des chênes, des épicéas et des frênes. Le tilleul dominait nettement, la superstition lui attribuant des effets magiques particulièrement variés et puissants. Ainsi, c'est sous le tilleul que l'on était le mieux protégé contre la foudre. Le choix du tilleul comme arbre de justice par excellence a certainement été déterminé par sa grande taille, sa croissance rapide, sa longue durée de vie de plusieurs centaines d'années et son feuillage dense. De plus, le tilleul résiste relativement bien aux interventions humaines, comme l'étayage et le détournement des branches pour agrandir la zone protégée ou l'installation d'une piste de danse dans sa couronne. Le lien étroit entre le tilleul et le tribunal s'exprime également dans certaines régions d'Allemagne par l'utilisation du mot tilleul comme synonyme de tribunal. »

— Heiner Lück,  Gerichtsstätten, dans Handwörterbuch zur deutschen Rechtsgeschichte (de), édition de 2004
Beaucoup de ces tilleuls subsistants sont aujourd'hui, en Allemagne, des arbres remarquables et/ou monuments naturels.

Exemples
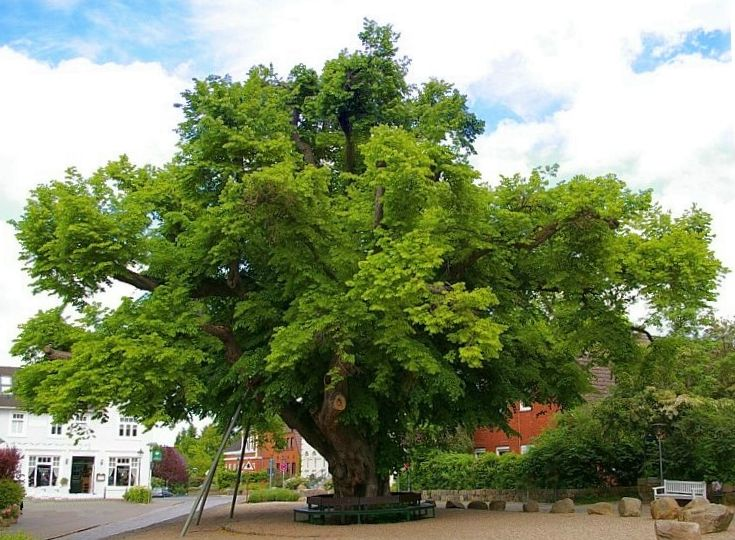
Le tilleul de Bordesholm (de), ancien tilleul du tribunal de Bordesholm
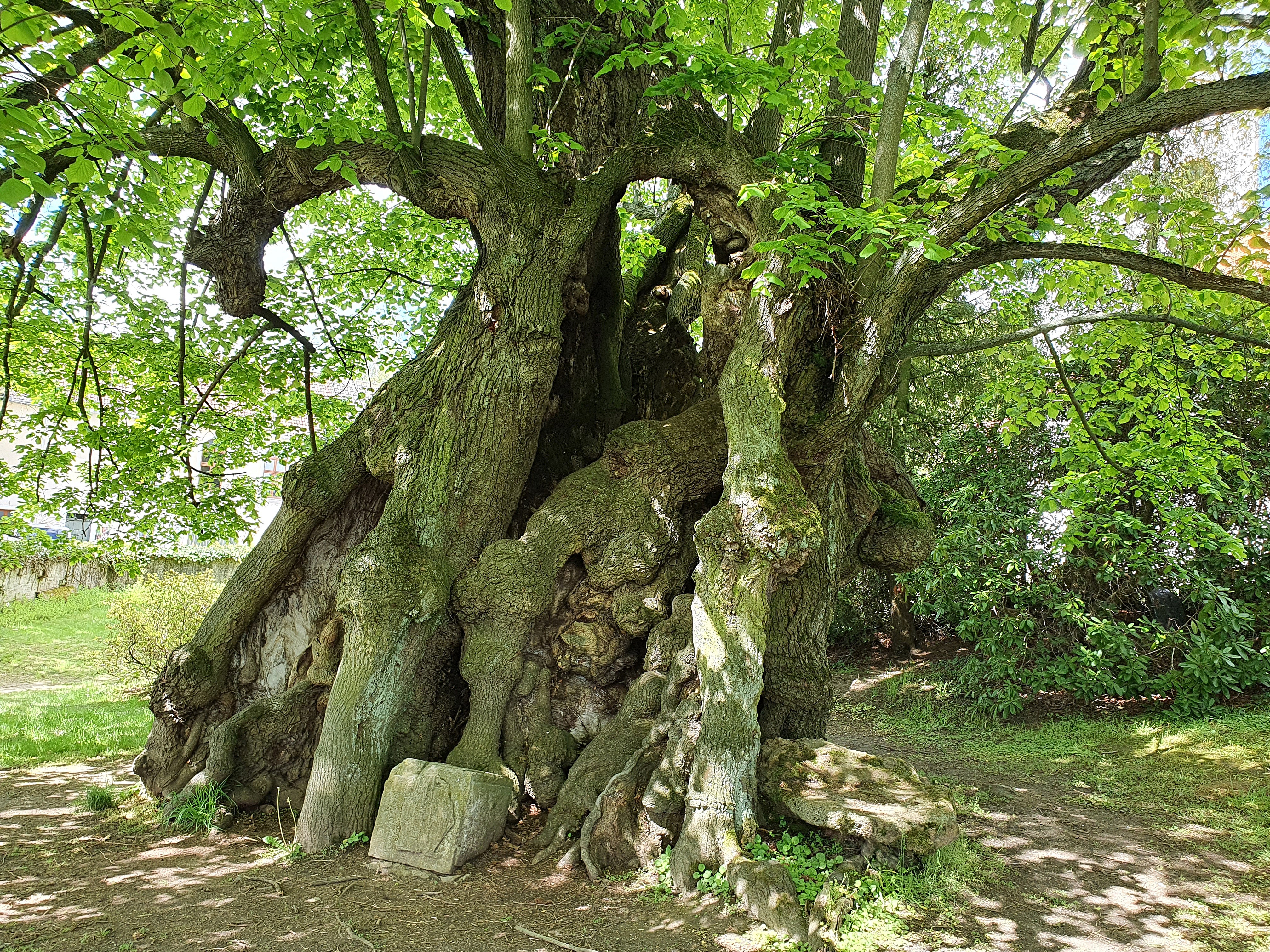
Tilleul de Collm (de) à Collm (de)
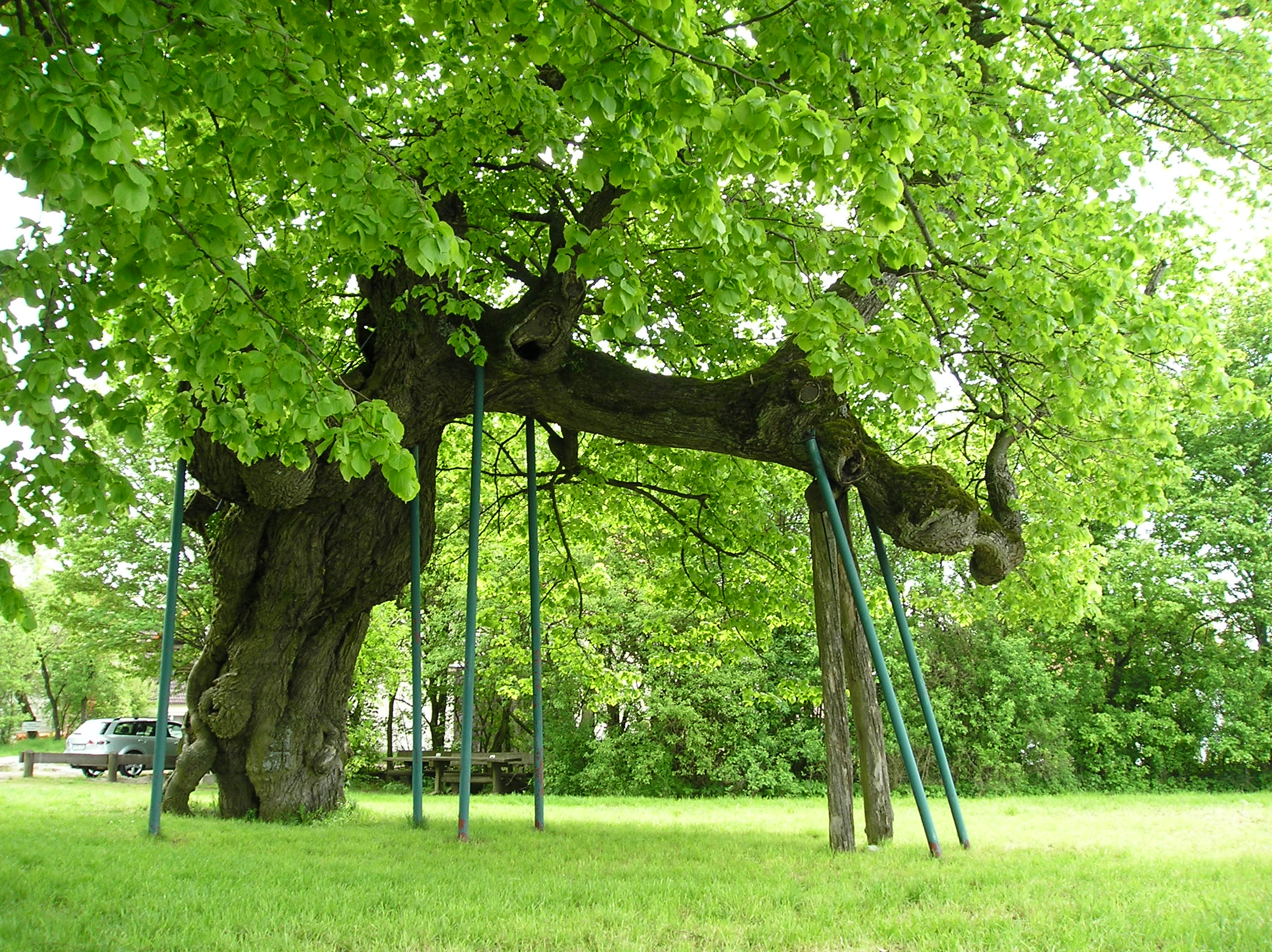
Tilleul de Kasberg
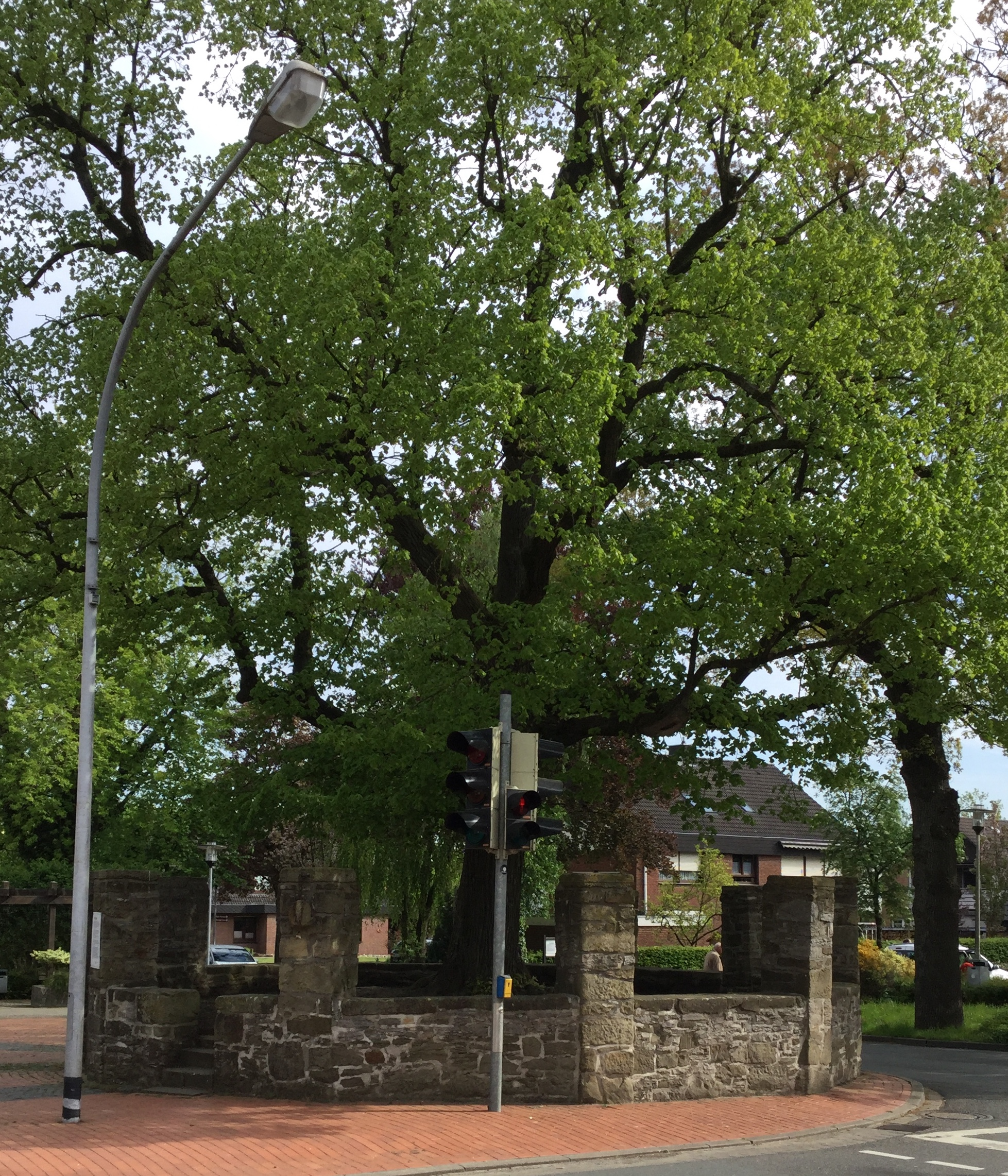
Tilleul à Gesmold (de)
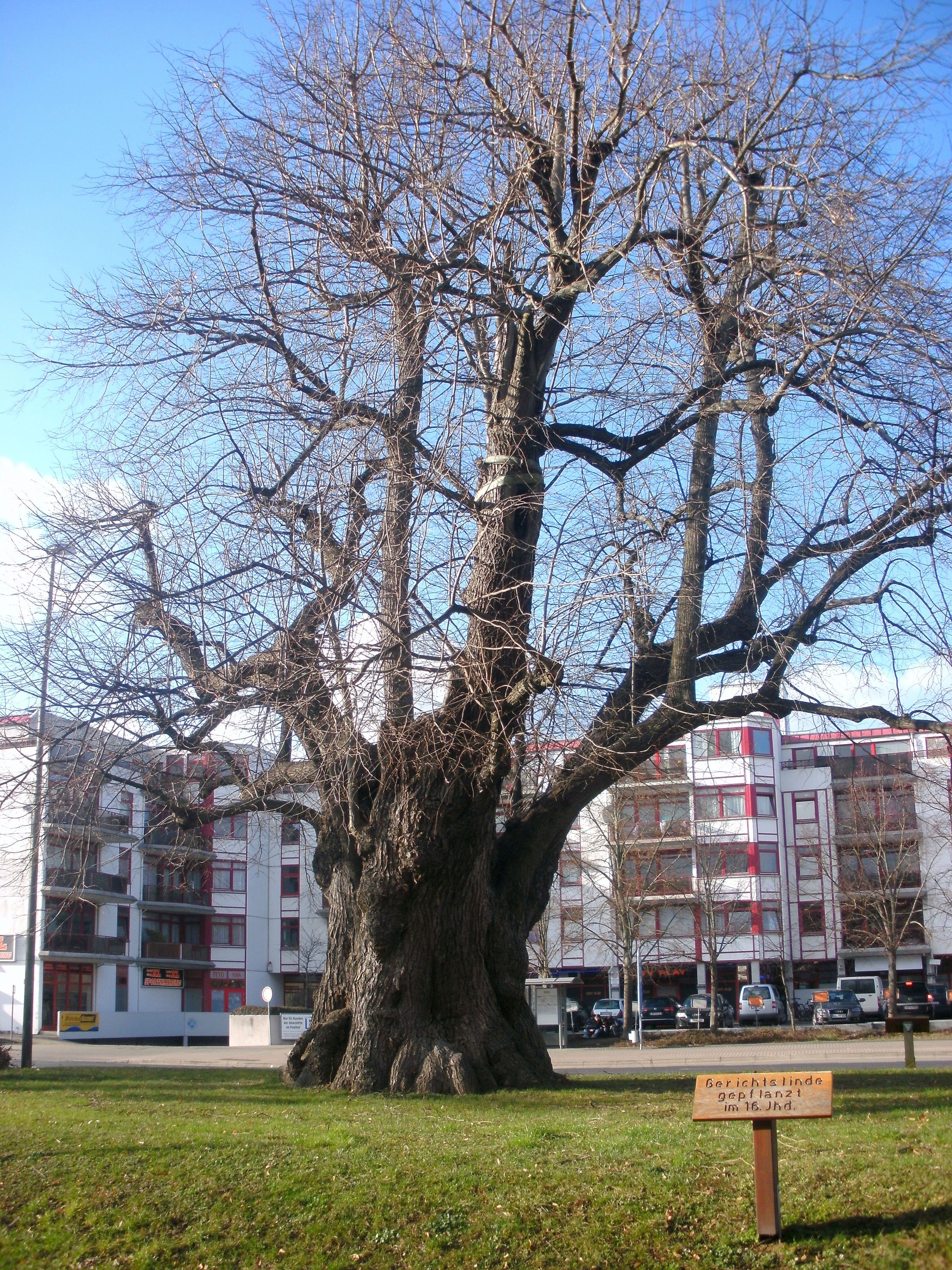
Göttingen
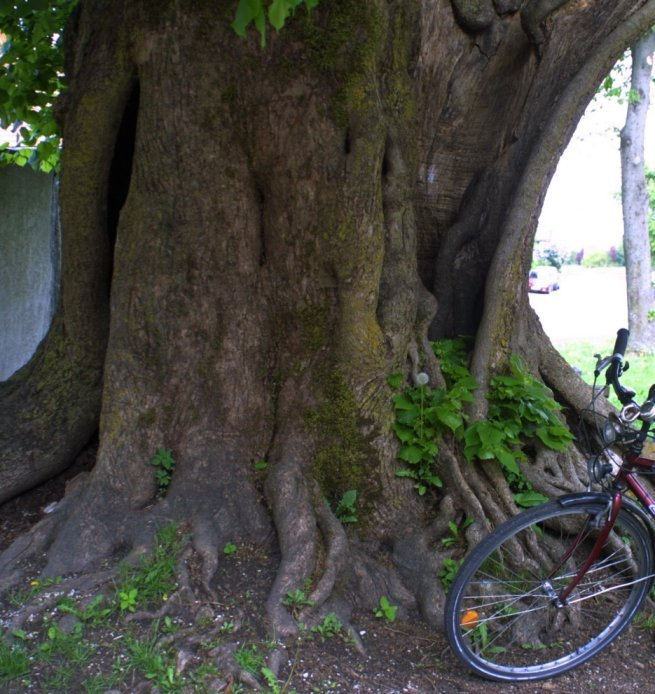
Herzogenreuth (de)
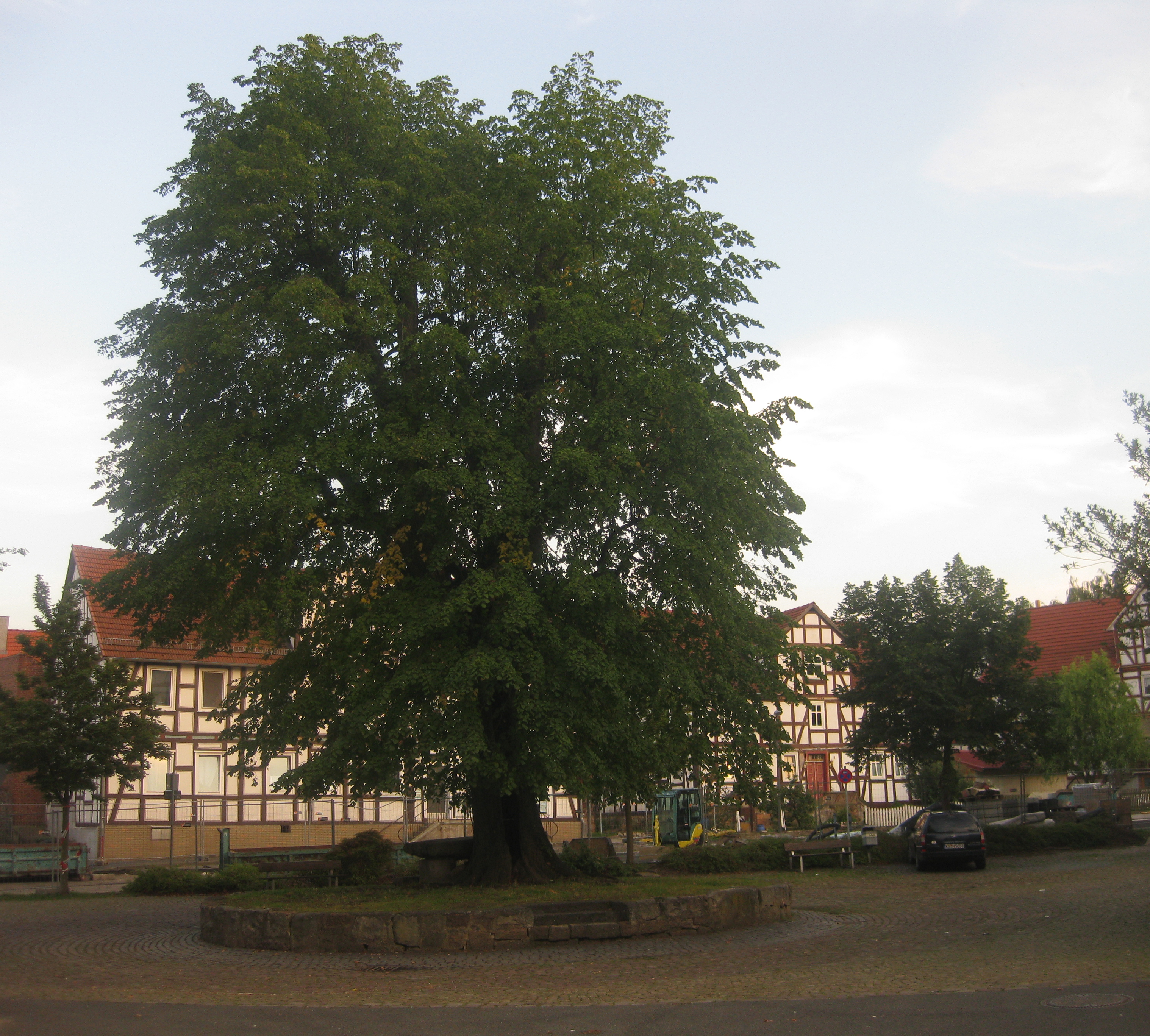
Vollmarshausen (de)
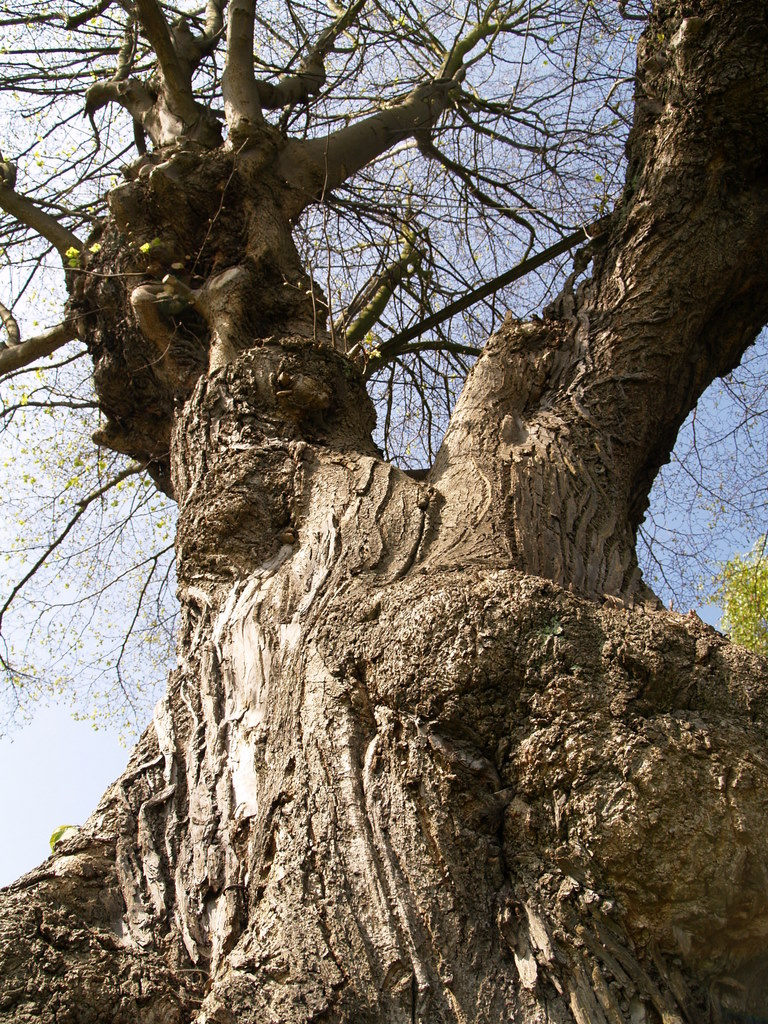
Mönchengladbach
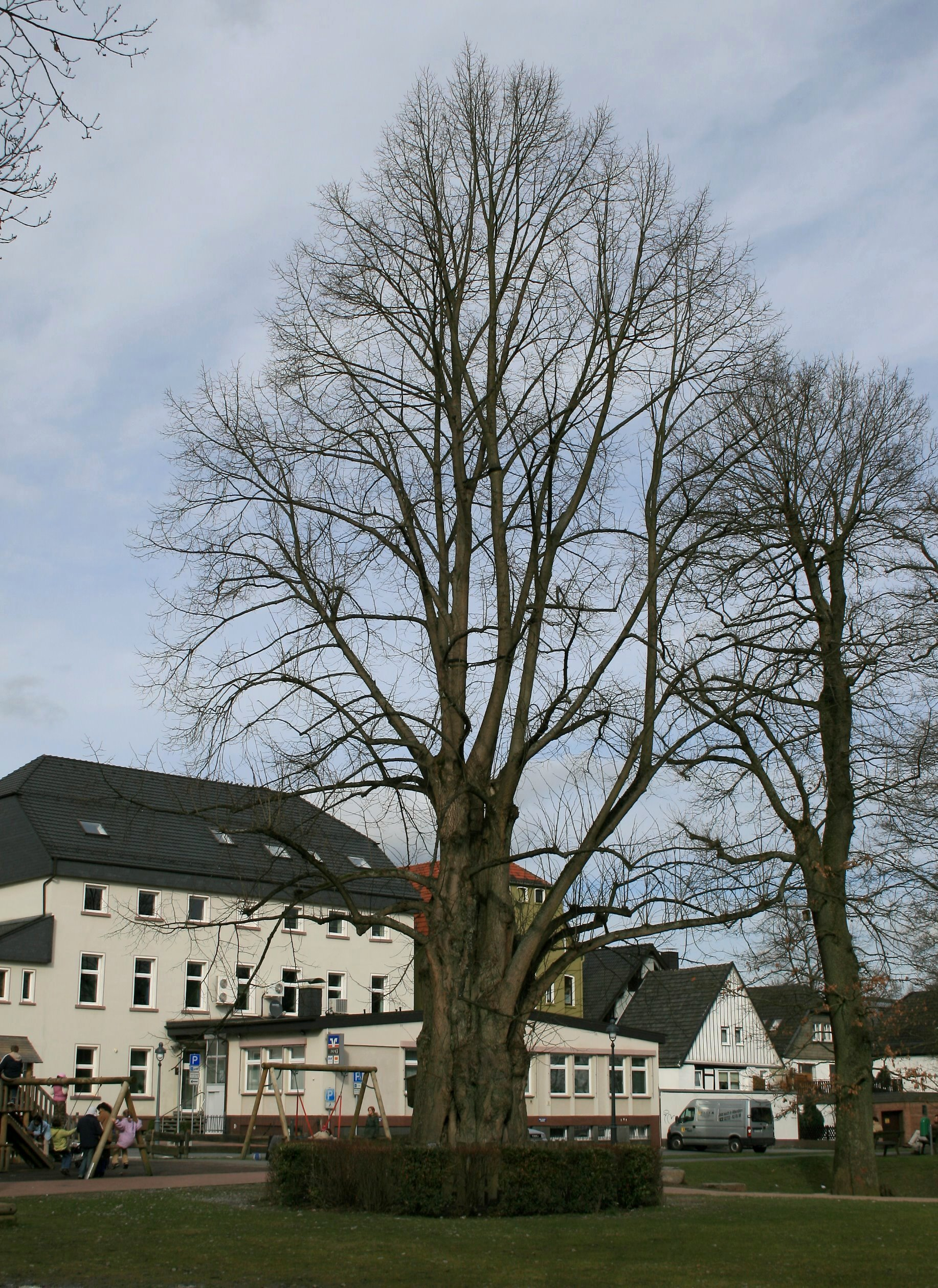
Tilleul de 900 ans à Neuenrade
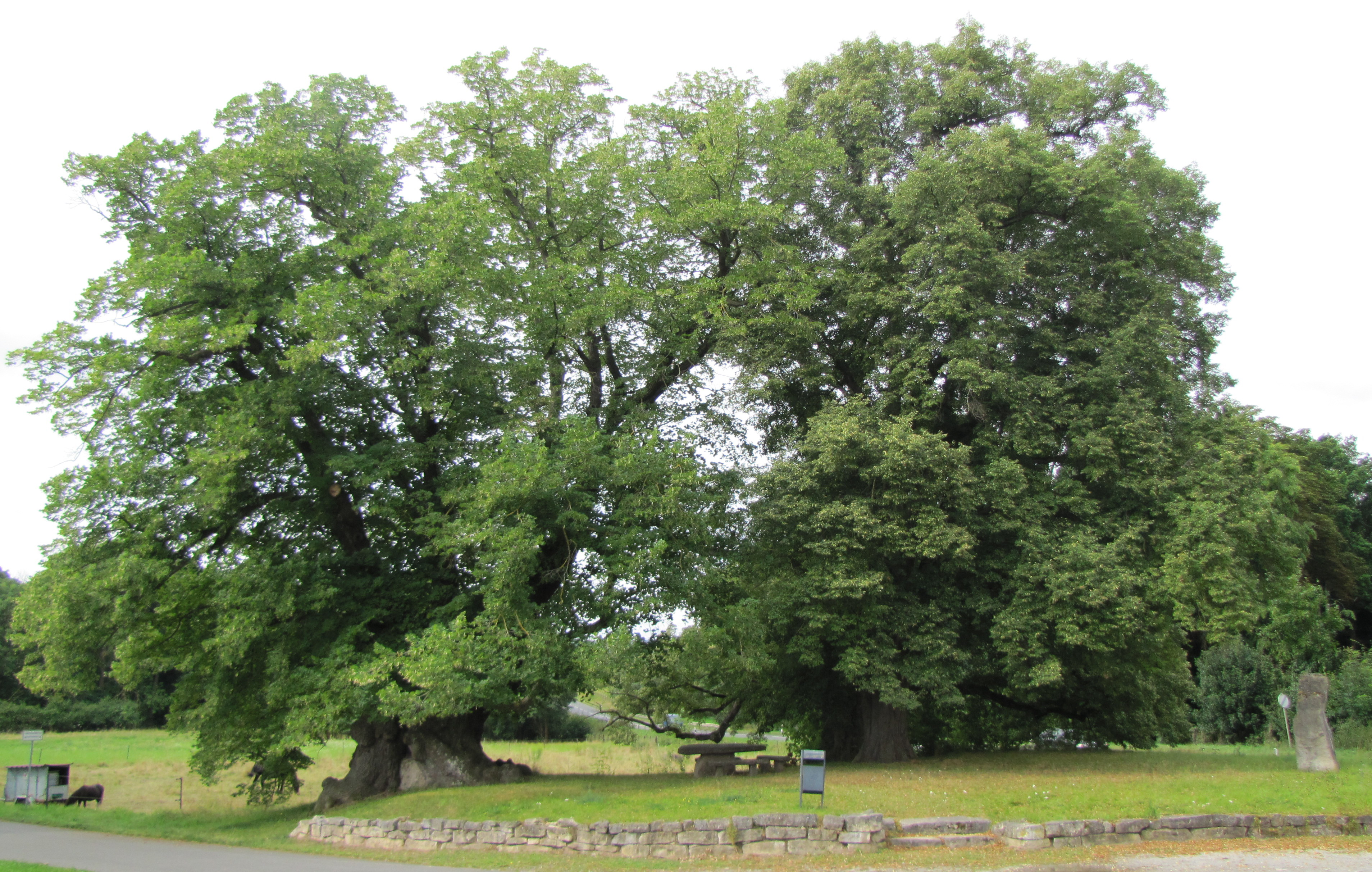
Vogtei